# Mark Zbikowski
Mark "Zibo" Joseph Zbikowski (nascido a 21 de março de 1956) é um antigo engenheiro da Microsoft e um ex-Hacker. 
Começou a trabalhar para a Microsoft poucos anos após a sua fundação, trabalhando no MS-DOS, OS/2, Cairo e Windows NT. Em 2006, foi homenageado por 25 anos de serviço com a empresa. Atualmente é conselheiro técnico para várias empresas e conferencista na Universidade de Washington.
Foi o designer do formato do executável do DOS, utilizado nos ficheiros executáveis do MS-DOS. O cabeçalho desse formato começa com as suas iniciais: os caracteres ASCII 'MZ' (0x4D 0x5A).